# Simulium kuandianense
Simulium kuandianense är en tvåvingeart som beskrevs av Chen och Cao 1983. Simulium kuandianense ingår i släktet Simulium och familjen knott. Inga underarter finns listade i Catalogue of Life.